# 地理环境
地理环境指是生物（特别是人类）赖以生存和发展的地球表层的情况。其内容包括：所处的地理位置和这一位置上的地形、地貌、土壤、气候、水系、矿藏、动植物以及其生态条件等。
地理环境由自然地理环境、经济地理环境和社会文化环境构成。